# Trường đua Hungaroring
Trường đua Hungaroring là một trường đua xe chuyên dụng nằm ở thị trấn Mogyoród, Hungary Trường đua hiện đang đăng cai chặng đua GP Hungary của giải đua Công thức 1.

## Lịch sử
Trường đua được khởi công từ tháng 10 năm 1985 và hoàn thành trong vòng 8 tháng. Chiều dài ban đầu là 4,014 km. Ngay lập tức nó giành được quyền đăng cai chặng đua Công thức 1 GP Hungary từ năm 1986 đến nay. Do đặc tính chật hẹp nên trường đua này được mệnh danh là 'Monaco của các trường đua chuyên dụng'.
Năm 1989, trường đua cải tạo khu vực góc cua số 3, chiều dài được rút xuống còn 3,975 km.
Hungaroring cũng từng có 2 lần đăng cai các chặng đua MotoGP vào các năm 1990 và 1992.
Năm 2003, đoạn thẳng xuất phát được kéo dài thêm khoảng 200m, bên cạnh đó trường đua cũng cải tạo lại khu vực góc cua số 1 và góc cua số 12. Chiều dài của trường đua do đó cũng được nâng lên thành 4,381 km.
Năm 2009, tay đua Felipe Massa bị tai nạn nghiêm trọng khiến anh suýt mất mạng và phải nghỉ thi đấu toàn bộ phần còn lại của mùa giải.
Hungaroring chứng kiến nhiều tay đua giành được chiến thắng chặng đua F1 đầu tiên trong sự nghiệp của họ, bao gồm Damon Hill (1993), Fernando Alonso (2003), Jenson Button (2006), Heikki Kovalainen (2008), và Esteban Ocon (2021), trong số đó thì 3 người đầu tiên sau đó đã lên ngôi vô địch F1.

## Các kỷ lục vòng chạy
Dưới đây là kỷ lục vòng chạy của các giải đua được tổ chức ở trường đua Hungaroring:
| Giải đua                                   | Thời gian                                 | Tay đua                                   | Xe                                        | Sự kiện                                             | Kiểu đường                                |
| Kiểu đường Grand Prix 4.381 km (2003-nay)  | Kiểu đường Grand Prix 4.381 km (2003-nay) | Kiểu đường Grand Prix 4.381 km (2003-nay) | Kiểu đường Grand Prix 4.381 km (2003-nay) | Kiểu đường Grand Prix 4.381 km (2003-nay)           | Kiểu đường Grand Prix 4.381 km (2003-nay) |
| ------------------------------------------ | ----------------------------------------- | ----------------------------------------- | ----------------------------------------- | --------------------------------------------------- | ----------------------------------------- |
| Formula One                                | 1:16.627                                  | Lewis Hamilton                            | Mercedes-AMG F1 W11 EQ Performance        | 2020 Hungarian Grand Prix                           |                                           |
| GP2                                        | 1:28.968                                  | Sébastien Buemi                           | Dallara GP2/05-Mecachrome                 | 2007 Budapest GP2 Series round                      |                                           |
| FIA F2                                     | 1:29.257                                  | Artem Markelov                            | Dallara GP2/11-Mecachrome                 | 2017 Budapest Formula 2 round                       |                                           |
| Formula V8 3.5                             | 1:29.706                                  | Tom Dillmann                              | Dallara T12-Zytek                         | 2016 Budapest Formula V8 round                      |                                           |
| GP3                                        | 1:33.715                                  | George Russell                            | Dallara GP3/16-Mecachrome                 | 2017 Budapest GP3 Series round                      |                                           |
| Auto GP                                    | 1:33.924                                  | Kimiya Sato                               | Lola B05/52-Zytek                         | 2012 Hungaroring Auto GP round                      |                                           |
| F3 European                                | 1:34.023                                  | Maximilian Günther                        | Dallara F315-Mercedes                     | 2016 Budapest Formula 3 European Championship round |                                           |
| FIA F3                                     | 1:34.195                                  | Jake Hughes                               | Dallara F3 2019-Mecachrome                | 2020 Budapest Formula 3 round                       |                                           |
| Euroformula Open                           | 1:34.746                                  | Cameron Das                               | Dallara 320-Volkswagen                    | 2021 Budapest Euroformula Open round                |                                           |
| LMP1                                       | 1:34.934                                  | Olivier Panis                             | Peugeot 908 HDi FAP                       | 2010 1000 km of Hungaroring                         |                                           |
| DTM                                        | 1:36.725                                  | Mattias Ekström                           | Audi RS5 DTM                              | 2017 Budapest DTM round                             |                                           |
| F3000                                      | 1:36.809                                  | Patrick Friesacher                        | Lola B02/50-Zytek                         | 2003 Budapest F3000 round                           |                                           |
| FTwo                                       | 1:37.068                                  | Alex Fontana                              | Williams JPH1-Audi                        | 2012 Hungaroring FTwo round                         |                                           |
| LMP2                                       | 1:37.810                                  | Brendon Hartley                           | Oreca 03-Nissan                           | 2013 3 Hours of Hungaroring                         |                                           |
| FREC                                       | 1:39.925                                  | Marcos Siebert                            | Tatuus F.3 T-318-Alfa Romeo               | 2019 Budapest FREC round                            |                                           |
| Formula Renault 2.0                        | 1:41.496                                  | Gabriel Aubry                             | Tatuus FR2.0/13-Renault                   | 2017 Budapest Formula Renault Eurocup round         |                                           |
| LMPC                                       | 1:41.869                                  | Nicky Catsburg                            | Oreca FLM09-Chevrolet                     | 2013 3 Hours of Hungaroring                         |                                           |
| GT1                                        | 1:43.076                                  | Fabio Babini                              | Aston Martin DBR9                         | 2006 FIA GT Budapest 500km                          |                                           |
| Formula 4                                  | 1:43.297                                  | Dennis Hauger                             | Tatuus F4-T014-Abarth                     | 2019 Budapest Italian F4 Championship round         |                                           |
| W Series                                   | 1:43.611                                  | Jamie Chadwick                            | Tatuus F.3 T-318-Alfa Romeo               | 2021 Budapest W Series round                        |                                           |
| LM GTE                                     | 1:46.497                                  | Nick Tandy                                | Porsche 911 (997) GT3-RSR                 | 2013 3 Hours of Hungaroring                         |                                           |
| GT2                                        | 1:47.527                                  | Luís Pérez Companc                        | Ferrari F430 GTE                          | 2010 1000 km of Hungaroring                         |                                           |
| GTC                                        | 1:48.015                                  | Viktor Shaytar                            | Ferrari 458 Italia GT3                    | 2013 3 Hours of Hungaroring                         |                                           |
| WTCC                                       | 1:50.119                                  | Yvan Muller                               | Citroën C-Elysée WTCC                     | 2014 FIA WTCC Race of Hungary                       |                                           |
| WTCR                                       | 1:53.620                                  | Norbert Michelisz                         | Hyundai i30 N TCR                         | 2020 FIA WTCR Race of Hungary                       |                                           |
| TCR International                          | 1:54.252                                  | Norbert Michelisz                         | Honda Civic Type R TCR (FK2)              | 2017 TCR International Series Hungaroring round     |                                           |
| Pure ETCR                                  | 1:56.830                                  | Philipp Eng                               | Alfa Romeo Giulia ETCR                    | 2021 Hungaroring Pure ETCR round                    |                                           |
| ETRC                                       | 2:18.214                                  | Norbert Kiss                              | MAN TGS                                   | 2021 Hungaroring ETRC round                         |                                           |
| Kiểu đường Grand Prix 3.975 km (1989–2002) |                                           |                                           |                                           |                                                     |                                           |
| F1                                         | 1:16.207                                  | Michael Schumacher                        | Ferrari F2002                             | 2002 Hungarian Grand Prix                           |                                           |
| F3000                                      | 1:29.846                                  | Ricardo Sperafico                         | Lola B02/50-Zytek                         | 2002 Budapest F3000 round                           |                                           |
| 500cc                                      | 1:44.390                                  | Mick Doohan                               | Honda NSR500                              | 1990 Hungarian motorcycle Grand Prix                |                                           |
| 250cc                                      | 1:44.995                                  | Pierfrancesco Chili                       | Aprilia RSV 250                           | 1992 Hungarian motorcycle Grand Prix                |                                           |
| 125cc                                      | 1:50.150                                  | Fausto Gresini                            | Honda RS125                               | 1992 Hungarian motorcycle Grand Prix                |                                           |
| Kiểu đường Grand Prix 4.014 km (1986–1988) |                                           |                                           |                                           |                                                     |                                           |
| F1                                         | 1:30.149                                  | Nelson Piquet                             | Williams FW11B                            | 1987 Hungarian Grand Prix                           |                                           |
| DTM                                        | 1:57.380                                  | Frank Schmickler                          | BMW M3(E30) Evo                           | 1988 Budapest DTM round                             |                                           |
| World SBK                                  | 1:58.690                                  | Davide Tardozzi                           | Bimota YB4 EI                             | 1988 Budapest World SBK round                       |                                           |